# Kaitasaari (ö i Birkaland, Tammerfors, lat 61,72, long 23,28)
Kaitasaari är en ö i Finland. Den ligger i sjön Kyrösjärvi och i kommunen Ylöjärvi i den ekonomiska regionen Tammerfors och landskapet Birkaland, i den sydvästra delen av landet, 190 km nordväst om huvudstaden Helsingfors. Öns area är 3,3 hektar och dess största längd är 350 meter i öst-västlig riktning.